# Masakra w Tranent

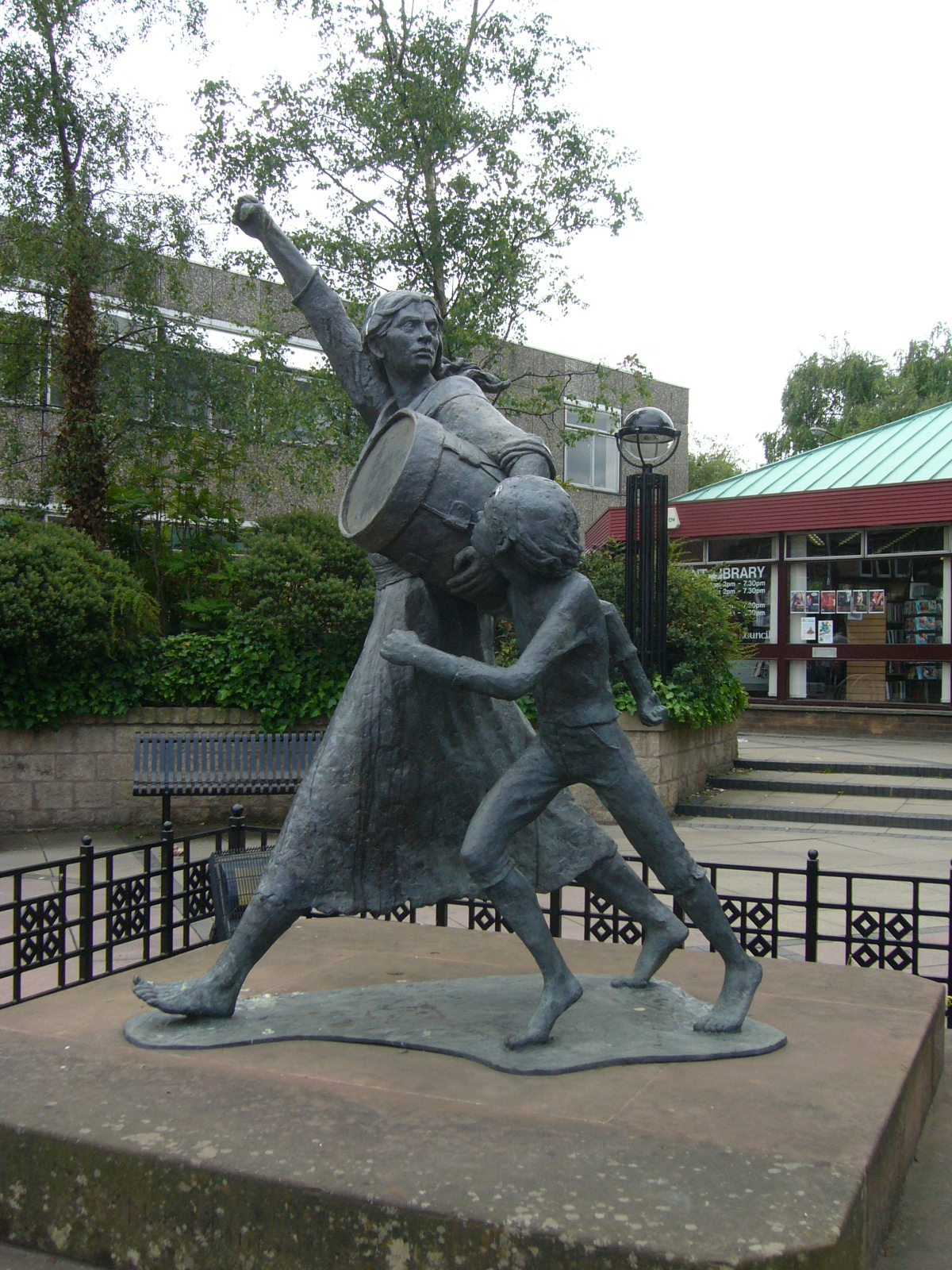
Pomnik Joan „Jackie” Crookston w Tranent

Masakra w Tranent – bunt lokalnej ludności i jej pacyfikacja, która miała miejsce 29 sierpnia 1797 w mieście Tranent, w hrabstwie East Lothian w Szkocji.

## Przebieg
28 sierpnia lokalna ludność sporządziła proklamację sprzeciwiającą się poborowi Szkotów do brytyjskiej milicji w celu wykorzystania ich do kontrolowania własnego ludu lub do rozmieszczenia gdzie indziej. Proklamacja zawierała cztery punkty:
- Oświadczamy, że jednogłośnie potępiamy ostatnią decyzję parlamentu dotyczącą zebrania 6000 milicjantów w Szkocji.
- Oświadczamy, że będziemy pomagać sobie w dążeniu do uchylenia ww. decyzji.
- Oświadczamy, że jesteśmy usposobieni pokojowo; a jeśli usiłując wykonać wspomnianą decyzję, zmusicie nas do zastosowania środków przymusu, będziemy musieli uznać, że jesteście agresorami, odpowiedzialnymi za wszystkie konsekwencje, jakie mogą z tego wyniknąć.
- Chociaż możemy być zmuszeni do wykonania wspomnianego postanowienia i odciągnięci od naszych rodziców, przyjaciół i zatrudnienia, aby zostać żołnierzami, możecie z tego wywnioskować, jakie zaufanie można w nas pokładać, gdybyśmy kiedykolwiek zostali wezwani do rozgonienia naszych  rodaków lub do przeciwstawienia się obcemu wrogowi.

Proklamacja ta powstać mogła za zachętą ze strony Związku Zjednoczonych Szkotów, tajnego stowarzyszenia rozprzestrzenionego w całej Szkocji, które, jak sądzono, miało zamiar wszcząć powstanie i ustanowić szkocki rząd pod przywództwem Thomasa Muira z Huntershill. Uważa się, że członkowie organizacji brali udział w podobnych protestach w innych miejscach w związku z Ustawą o milicji z 1797.
Następnego dnia, 29 sierpnia, proklamacja została przekazana majorowi Wightowi, dowódcy oddziału rekrutacyjnego, który początkowo ją zignorował. Później, gdy grupa lokalnych górników pod wodzą Joan „Jackie” Crookston stanęła przed żołnierzami, wojsko szybko krwawo się z nią rozprawiło. Kilkoro spośród protestujących, w tym Crookston, zostało od razu zastrzelonych.
Protestujący uciekający z centrum miasteczka na wieś, byli ścigani przez pułk lekkich dragonów z Cinque Port. Dragoni podobno siekli ludzi, nie dbając o to, czy ci byli zaangażowani w protest, czy nie. Szacunki dotyczące ofiar obejmują od kilkunastu do dwudziestu lub więcej zabitych mężczyzn, kobiet i dzieci oraz więcej rannych.
Po rzezi żołnierze rzekomo dopuszczali się gwałtów i grabieży w miasteczku.
Dowódcą lekkich dragonów był wówczas pułkownik wicehrabia Hawkesbury (późniejszy drugi hrabia Liverpoolu i przyszły brytyjski premier), który był nieobecny na miejscu zdarzenia. W późniejszym raporcie czytamy, że „Jego lordowska mość została oskarżona o pozostanie w Haddington, ponieważ jego obecność mogła zapobiec skandalicznemu zachowaniu się żołnierzy”.
Pomnik autorstwa Davida Annanda, przedstawiający Jackie Crookston i jedno z dzieci, został odsłonięty w Tranent w 1995.